# Mother (chanson d'Axel Hirsoux)
Pour les articles homonymes, voir Mother.
Chansons représentant la Belgique au Concours Eurovision de la chanson
Love Kills
(2013) Rhythm Inside
(2015)
Singles de Axel Hirsoux
Bellissimo
(2014)
Mother est une chanson d'Axel Hirsoux sortie en single le 10 mars 2014. C'est la chanson représentant la Belgique au Concours Eurovision de la chanson 2014.
La chanson est écrite par le compositeur espagnol Rafael Artesero — qui a également écrit les chansons andorranes à l'Eurovision La mirada interior et Sense tu en 2005 et 2006 respectivement —, ainsi que l'auteur-compositeur britannique Ashley Hicklin, également auteur de la chanson belge à l'Eurovision 2010, Me and My Guitar, interprétée par Tom Dice.

## À l'Eurovision

### Sélection
Le 16 mars 2014, la chanson Mother interprétée par Axel Hirsoux est sélectionnée par le radiodiffuseur flamand VRT à travers l'émission Eurosong 2014 pour représenter la Belgique à l'Eurovision 2014 les 6 et 10 mai à Copenhague, au Danemark.

### À Copenhague
Elle est intégralement interprétée en anglais, et non dans une des langues nationales de la Belgique, le choix de la langue étant libre depuis 1999.
Mother est la dixième chanson interprétée lors de la 1re demi-finale, suivant Tick-Tock de Mariya Yaremtchouk pour l'Ukraine et précédant Wild Soul de Cristina Scarlat pour la Moldavie.
À la fin du vote, Mother obtient 28 points et termine 14e sur 16 chansons,. N'ayant pas terminé parmi les dix premières places de la demi-finale, la chanson belge ne se qualifie pas pour la finale.

## Liste des titres
| 1. | Mother | Ashley Hicklin, Rafael Artesero | 3:00 |

## Classement hebdomadaire
| Classement (2014)                       | Meilleure position |
| --------------------------------------- | ------------------ |
| Belgique (Flandre Ultratop 50 Singles)  | 7                  |
| Belgique (Flandre Ultratop 50 Airplay)  | 34                 |
| Belgique (Wallonie Ultratop 50 Singles) | 32                 |

## Historique de sortie
| Pays     | Date         | Format         | Label               |
| -------- | ------------ | -------------- | ------------------- |
| Belgique | 10 mars 2014 | Téléchargement | VRT Line Extensions |